# مهدي بن شيخون
مهدي بن شيخون مواليد 3 أبريل 1996 في عزازقة، هو لاعب كرة قدم جزائري يلعب مع اتحاد الجزائر يجيد اللعب في خط الوسط. مثّل منتخب الجزائر لكرة القدم فئة الشباب.

## المسيرة الاحترافية

### أندية لعب لها
- اتحاد الجزائر

## روابط خارجية
- مهدي بن شيخون على موقع قاعدة بيانات كرة القدم.إي يو (الإنجليزية)
- مهدي بن شيخون على موقع Soccerway.com (الإنجليزية)